# 滝川一夫
滝川 一夫（たきかわ かずお、1962年5月4日 - ）は、福島県石川町出身の元自転車競技選手、高等学校保健体育教諭。

## 来歴
学校法人石川高等学校、日本大学を経て、山梨県立北富士工業高等学校の教員となる。
1988年、ソウルオリンピック・団体追抜に出場し15位。
その後、山梨県立石和高等学校に移り、同校自転車部を指導。今は山梨県立石和高校と山梨県立山梨園芸高等学校の統廃合で誕生した山梨県立笛吹高等学校で教師をする傍ら、同校自転車部を指導している。